# Aeschynanthus monetarius
Aeschynanthus monetarius är en tvåhjärtbladig växtart som beskrevs av Stephen Troyte Dunn. Aeschynanthus monetarius ingår i släktet Aeschynanthus och familjen Gesneriaceae. Inga underarter finns listade i Catalogue of Life.